# Lleó de Palmira
El Lleó de Palmira, Lleó d'Al·lat o Lleó d'Atena (en àrab اللات) fou una antiga estàtua d'un lleó protegint una gasela entre les potes, sota seu, que va adornar el temple de la deessa pre-islàmica Al·lat, situat a Palmira, Síria. Va ser construïda amb carreus de pedra calcària el segle I dC i tenia 3,5 m d'alçada amb un pes de 15 tones. El lleó era considerat com el consort Al·lat, i la gasela simbolitzava a la deessa, tendra i amorosa. El lleó tenia una inscripció parcialment danyada, a la pota esquerra, en dialecte arameu de Palmira que deia: tbrk ʾ[ella] (Al·lat beneirà) mn dy lʾyšd (a qui no vessarà) dm ʿl ḥgbʾ (sang en el santuari).
L'estàtua va ser descoberta el 1977 per un grup d'arqueòlegs polonesos sota direcció de Michał Gawlikowski, a la part occidental de la ciutat, en el temple, situat al Campament de Dioclecià. Es va trobar a trossos, reutilitzats antigament per la construcció del temple; es va decidir reunir les peces i reconstruir l'estàtua davant l'entrada del Museu de Palmira. El 2002 es va veure que el suport era inadequat i que perillava l'estructura, així, el 2005, l'estàtua es va restaurar de nou, imitant l'aspecte original.
Durant la Guerra civil siriana l'estàtua es va protegir amb una malla de metall i sacs de sorra però, el 27 de juny de 2015, va ser enderrocada per l'Estat islàmic després que van prendre Palmira.